# Stekt ägg

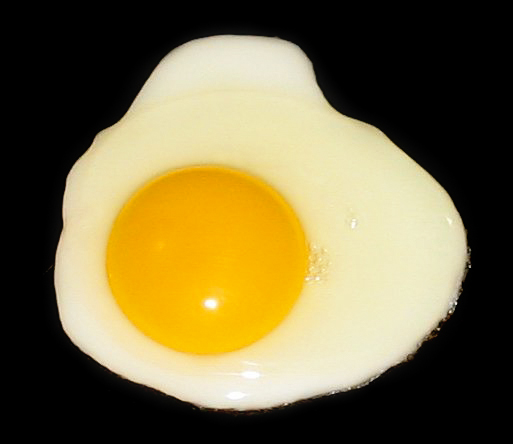
Stekt ägg.

Stekt ägg är ett ägg som steks med smör, margarin eller matolja på svag värme i en stekpanna tills vitan stelnat. Äggen kan vändas och stekas på båda sidor. Stekta ägg passar bland annat på smörgåsen, till hamburgaren och till pyttipannan.